# Fading Suns
Fading Suns — это настольная ролевая игра в жанре космической оперы. Первая редакция игры была опубликована компанией Holistic Design в 1996 году. На основе сеттинга Fading Suns помимо НРИ был выпущена компьютерная игра Emperor of the Fading Suns.

## История создания и развития
После компьютерной игры Machiavelli the Prince в компании Holistic Design решили создать что-то новое, не относящееся к их предыдущим продуктам, а именно — компьютерную игру в жанре космической 4X-стратегии. В итоге в 1996 году появилась игра Emperor of the Fading Suns.  Holistic Design привлекли двух опытных игровых дизайнеров, специализирующихся на создании вымышленных миров — Эндрю Гринберга (англ. Andrew Greenberg) и Билла Бриджеса (англ. Bill Bridges), которые ранее участвовали в создании игры World of Darkness от White Wolf Publishing. Им удалось создать цельную интересную вселенную для игры, в том числе и для НРИ, которая была выпущена под названием Fading Suns одновременно с компьютерной стратегией. Также в 1998 году был выпущен настольный варгейм с миниатюрами Noble Armada — игра о сражениях космических кораблей во вселенной Fading Suns. В 2001 году Holistic Design опубликовали издание Fading Suns под систему D20, впоследствии было выпущено несколько редакций как под D20, так и под свою собственную систему — VPN (Victory Point System). В 2012 году лицензия перешла к компании FASA Games, которая выпустила обновлённое (англ. revised) издание Fading Suns в том же году. В 2014 году FASA Games объявила, что выпустит новую редакцию варгейма Noble Armada. В 2016 году Holistic Design передала издательские права на Fading Suns компании Ulisses Spiele, которая объявила, что планирует выпустить новое издание и другие продукты по Fading Suns на английском и на немецком языках. FASA Games сохранила лицензию на продукцию и миниатюры Noble Armada.

## Игровая система
Игровой движок Fading Suns использует систему проверок атрибутов и навыков, также в системе присутствуют уровни опыта и отсутствуют фиксированные классы персонажей. Оригинальный движок называется Victory Points System (VPS). Во втором издание правил игры были устранены многие разночтения, исправлены ошибки, а также увеличено количество доступных игровых механик. Последующие редакции дополнили и упростили механику VPS. Несмотря на то, что персонажи, как правило, создаются по шаблону, их легко персонализировать с помощью системы жизненного пути или использовав при создании персонажа принцип приобретения и распределения очков создания.

## Игровая вселенная
Действие разворачивается в Известных Мирах (англ. Known Worlds), феодальной империи далёкого будущего, построенной на остатках предыдущей, более совершенной человеческой космической цивилизации, ставшей возможной благодаря древним Прыжковым Вратам (англ. jumpgates). Прыжковые Врата — это артефакты, оставленные таинственными Аннунаками (англ. Anunnaki) древней космической цивилизацией (или цивилизациями), которые, по-видимому, в своих целях влияли на эволюцию младших видов, таких как люди, и вели масштабную войну много тысячелетий назад, используя младшие виды в качестве своих инструментов и оружия.
Империя людей управляется пятью главными Благородными Домами, пятью главными купеческими гильдиями и шестью главными сектами Вселенской Церкви Небесного Солнца. После падения предыдущей цивилизации, столетий разрухи и войн большинство обитаемых миров скатилось назад к технологическому уровню, ненамного более высокому, чем на Земле XXI века. На границах Известных Миров затаились ужасные мутанты — Симбиоты, древние и загадочных Вау (англ. Vau), варварские империи Курганов и Вулдроков, ожидающие своего шанса бросить человечество во тьму и хаос.
Игроки могут взять на себя роль члена Благородного Дома, участника одной из различных торговых гильдий, либо члена одной из многочисленных религиозных сект. Ряд инопланетных видов, в первую очередь человекоподобные «экстрасенсы» Укар и Обун, а также шестиногие звероподобные Ворокс, также доступны в качестве игровых персонажей.
В игровой вселенной существуют два отдельных типа оккультных способностей: психические силы и теургия. Психические силы проявляются, как правило, из собственных умственных способностей индивидов. Псионики, осуждаемые как «поклонники демонов» и еретики, часто преследуются и убиваются Церковью или зачисляются в ряды Церкви (после хорошей «переподготовки»). Теургия — это своего рода рукоположенное божественное колдовство, практикуемое Церковью через различные одобренные обряды и способное творить чудеса, часто призывая на помощь различных святых и ангелов.
Большая библиотека дополнений содержит описания игровых локаций (планет, космических станций, целых участков космоса), инопланетных обществ, малых домов, гильдий и сект, монстров и тайных заговоров, тем самым расширяя тематические возможности, предлагаемые сеттингом.

## Авторы
Игровая система Fading Suns была написана Эндрю Гринбергом (англ. Andrew Greenberg) и Билом Бриджесем (англ. Bill Bridges) которые известны известны своим участием в создании популярных ролевых игр Vampire: The Masquerade (ркс. «Вампир: Маскарад») и Werewolf: The Apocalypse (рус. «Оборотень: Апокалипсис»).

## Издания книг правил и дополнений
На русском языке печатная продукция относящаяся к ролевой игре Fading Suns официально не издавалась
- 1996 First Edition Rulebook, (ISBN 978-1-888906-00-4) — основная книга правил, первое издание
- 1996 Gamemasters Screen. First Edition (ISBN 978-1-888906-01-1) — экран мастера игры, первое издание.
- 1996 Forbidden Lore: Technology, (ISBN 978-1-888906-03-5) — дополнение с описанием сеттинга
- 1996 Byzantium Secundus, (ISBN 978-1-888906-02-8) — дополнение с описанием сеттинга
- 1997 Players Companion, (ISBN 978-1-888906-07-3) — справочник игрока
- 1997 Lords of the Known Worlds, (ISBN 978-1-888906-11-0)
- 1997 The Dark between the Stars, (ISBN 978-1-888906-08-0)
- 1997 Merchants of the Jumpweb, (ISBN 978-1-888906-09-7)
- 1997 Weird Places, (ISBN 978-1-888906-05-9)
- 1997 Priests of the Celestial Sun, (ISBN 978-1-888906-06-6)
- 1998 Children of the Gods, (ISBN 978-1-888906-10-3)
- 1998 Sinners & Saints, (ISBN 978-1-888906-11-0)
- 1999 Second Edition Rulebook, (ISBN 1-888906-18-9) — основная книга правил, второе издание